# David R. Davies

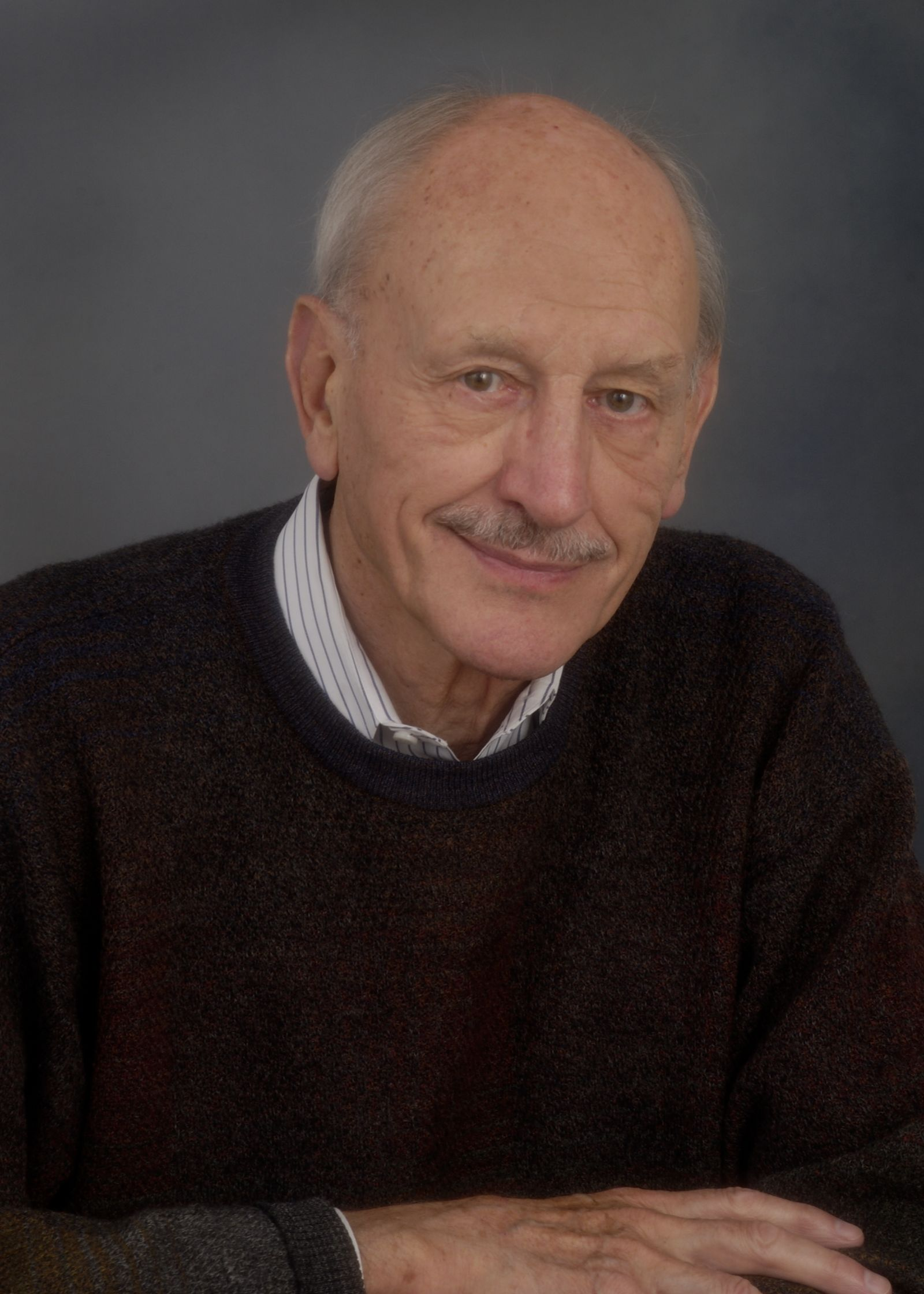
David R. Davies (2004)

David R. Davies (* 22. Februar 1927 in Wales; † 1. September 2016) war ein britisch-amerikanischer Biophysiker am National Institute of Arthritis and Metabolic Diseases (NIAMD) und zuletzt am National Institute of Diabetes and Digestive and Kidney Diseases (NIDDK), Einrichtungen der National Institutes of Health (NIH) in Bethesda, Maryland.

## Leben und Wirken
Davies erwarb am Magdalen College der University of Oxford einen Master und 1952 bei Herbert Marcus Powell einen Ph.D. in Physikalischer Chemie. Als Postdoktorand arbeitete er bei Linus Pauling am California Institute of Technology und in der Forschungsabteilung des Chemieunternehmens Albright and Wilson. Ab 1955 war er an den NIH, zunächst als Gastwissenschaftler. Forschungsaufenthalte führten Davies 1959 und 1963/64 an das Laboratory of Molecular Biology im Vereinigten Königreich sowie 1972/73 an das Max-Planck-Institut für medizinische Forschung in Deutschland. Er übernahm 1961 die Leitung der Abteilung für Molekülstruktur am Labor für Molekularbiologie des NIAMD, später am NIDDK, wo er 2012 in den Ruhestand ging.
1978 wurde Davies Mitglied der National Academy of Sciences und 1985 Mitglied der American Academy of Arts and Sciences.
Davies befasste sich mit der Bestimmung der Molekülstruktur verschiedener Moleküle mittels Kristallographie, darunter Desoxyribonukleinsäure und große Proteine wie Immunglobuline oder Toll-like-Rezeptoren.
Laut Datenbank Scopus hat Davies (Stand August 2025) einen h-Index von 67.
David R. Davies war zweimal verheiratet und hatte zwei Töchter.